# FC Spartak Trnava
FC Spartak Trnava (celým názvem: Football Club Spartak Trnava) je slovenský fotbalový klub, který sídlí ve městě Trnava ve stejnojmenném kraji. Založen byl v roce 1923 po fúzi klubů ŠK Čechie Trnava a ČsŠK Trnava. Hraje ve slovenské 1. lize. Celkově má Spartak na kontě šest mistrovských titulů – v době Československa se jím stal pětkrát (1967/68, 1968/69, 1970/71, 1971/72 a 1972/73) a v samostatné éře se mu to povedlo v sezóně 2017/18.
Své domácí zápasy odehrává na Stadionu Antona Malatinského s kapacitou 19 200 diváků.

## Historie
Historie fotbalu v Trnavě má své kořeny už v období Rakousko-Uherska. Sportovní fotbalové kluby, které působily již za této éry, vystupují i po první světové válce, kdy po vzoru takových klubů vznikají v Trnavě česko-slovenské fotbalové kluby jako ČsŠK Čechie Trnava nebo ČsŠK Trnava. Jedním z takových klubů s delší tradicí byl i TAC - Trnavský atletický klub, který se v roce 1919 připojuje k nově vytvořenému klubu TSS (Trnavský sportovní spolek). Historie "Bílich Andelov" je spjata z pozdějším redukováním počtu klubů vznikajících po roce 1918, prostřednictvím jejich spojování, když 30. května 1923 po fúzi klubů - ŠK Čechie, ČsŠK a TSS, začínají tyto kluby vystupovat pod názvem TSS Trnava. Uplynul pouze rok a TSS se sloučila s ŠK Trnava (fungoval od roku 1919) a nově vytvořený tým si vzal za svůj název ŠK Trnava a své domácí zápasy už hrával v prostorách dnešní City Areny. Klub se oblékal do modro-žlutých barev. Přezdívka "Bílí Andelé" vzniká až v 60. letech, kdy se začaly používat bílé dresy.
Na přelomu let 1929 a 1930 absolvovala Trnava zájezdy do Francie, Portugalska a Španělska. V Bilbau se zrodila historická prohra 0:14, kterou se výprava snažila zatajit. Do Trnavy odeslala telegram, že se pro déšť nehrálo. Tisková kancelář oznámila prohru 4-7. Ministerstvo zahraničí však upozornilo fotbalovou asociaci na skutečný výsledek a Rapidu zakázaly na dva roky start v zahraničí.
V roce 1935 vyhrál Rapid župní mistrovství. V kvalifikaci o postup do divize však proti Žilině a Novým Zámkem neuspěl. O rok se však do divize dostal po protestu a kompromisním řešení. V témže roce přišlo i k radikálnímu omlazení kádru. V kádru se objevily pozdější hvězdy Fero Bolček a Anton Malatinský.

### Fúze ŠK Trnava a Rapid Trnava
Několikaměsíční spekulace se v létě 1939 staly skutečností. Kluby ŠK Trnava a Rapid Trnava se spojily s cílem vytvořit ještě kvalitnější tým. Tak vznikl klub TSS Trnava. V roce 1939 se začala hrát slovenská liga systémem podzim / jaro. Za účasti 12 mužstev se Trnava, v premiérovém ročníku, umístila na 4. místě. V následujících letech se Trnava umístila na 6., 7., 5. a 3. místě. Slovenské lize tehdy dominovaly Bratislavské kluby ŠK a OAP. Na podzim 1944 se odehrály jen dvě kola ligy, po vypuknutí SNP byla soutěž přerušena. Hráli se jen turnaje Oblastního mistrovství Slovenska a to pouze na podzim. Vyhrál TSS Trnava před ŠK Bratislava. V tomto čase byl za nejlepšího hráče považován útočník Fero Bolček, který hrával pravidelně i za Slovensko. V létě 1945 postoupila Trnava do B skupiny celostátní československé ligy po kvalifikačních zápasech proti ŠK Šimonovany (dnes Partizánske). První zápas ligy hrála 16. září doma s Pardubicemi 1-1. Jarní část ale pro Trnavu nedopadla nejlepší a vypadla z ligy. O rok později se ale opět suverénním způsobem vrátila, aby v sezoně 1947/48 mohla opět v nejvyšší soutěži obsadit 5. místo. Stabilní místo v reprezentací v té době měli Malatinský, Bolček a Marko. V roce 1950 požádala dvojice Malatinský, Benedikovič o uvolnění do Bratislavy. V Trnavě z toho byly rozbroje a nakonec toho roku z ligy i vypadla.

### Spartak Trnava
V roce 1952 se klub přejmenoval na Spartak Trnava, ale výkony v 50. letech byly velmi nestabilní, Spartak hrál 2. ligu a po postupu do nejvyšší soutěže se pohyboval v spodnějších příčkách tabulky. Kvalitnější umístění, po dlouhé době, přišlo až v sezóně 1959/60, kdy Spartak obsadil 4. příčku, která mu zajišťovala postup do Středoevropského poháru. 1. zápas odehrál Spartak na Tehelném poli proti italskému AS Řím. Na zápase bylo přítomno 50 000 diváků a Spartaku fandili i odvěcí rivalové ze Slovanu. Spartak vyhrál 2-0. Odvetu v Římě prohrál 1-0, ale přesto postoupil do 2. kola. Římský "výlet" byl poznamenán i skandálem. Po příjezdu do hlavního města Itálie klub opustil Juraj Kadlec, který šel studovat za kněze do Vatikánu. To způsobilo na Slovensku rozruch a zapojila se i StB. Pět činovníků Spartaku bylo odsouzeno na nucené práce. V roce 1961 narukoval Jozef Adamec do Dukly, Trnava spadla o soutěž níže. V roce 1962 přišel velký úspěch česko-slovenského fotbalu, reprezentace v kádru i se Štibrányim a Adamcem vybojovala na mistrovství světa v Chile stříbro. Na podzim 1962 byla TJ Spartak opět přičleněna k národnímu podniku Kovosmalt a spojená s TJ Dynamo. Po čtvrtém druholigovém místě se nezdařil postup do 1. ligy.

### Malatinského éra
V sezóně 1963/64 přišel do klubu jako trenér Anton Malatinský. Hned při jeho premiéře dokázal klub vrátit do 1. ligy. V následujících dvou sezónách Spartak obsadil 10. resp. 6. místo. Začal se formovat silný tým na čele s navrátilcům ze Slovanu Adamcem, brankářem Geryk, mladým Kunem a mnoha dalšími. 25. května 1966 prohrál doma Spartak se Slovnaftu Bratislava 1:2. Tato prohra byla na následujících 7 let poslední na domácím hřišti. V sezóně 1966/67 měli premiéru Karol Dobiáš, Vlado Hagara a Adam Farkaš. Velmi kvalitní hra přinesla Spartaku titul podzimního mistra a na domácí zápasy chodilo v průměru 20 tisíc diváků. Na jaře byly výsledky již slabší a Spartak předběhla dvojice Sparta a Slovan. V této sezóně se dostavil první mezinárodní úspěch. Červeno-černí vyhráli Středoevropský pohár, když se přes Honvéd, Lazio a Fiorentinu dostali až do finále. V něm porazili Ujpest Dósza výsledky 2-3 a 3-1. Sezóna 1967/68 již definitivně patřila Trnavě. Památný zápas byl v Edenu proti Spartě, který sledovalo až 40 000 diváků a Trnava navzdory stavu 0-3 dokázala vyrovnat. Po tomto zápase pražští diváci inzultovali trenéra Malatinského a několika hráčů Spartaku. Dne 9. června 1968 po domácím vítězství 2-0 nad Trenčínem se Spartak stal poprvé mistrem Československa a Jozef Adamec s 18 góly nejlepším střelcem ligy. Po tomto úspěchu odešel trenér Malatinský do Admiral Vídeň.
V roce 1951 se premiérově hrál Česko-slovenský pohár. Trnava se probojovala až do finále, kde na pražské Letné před 15 000 diváky porazila Ústí nad Labem 1-0 gólem Bolčeka. Koncem sezóny se Trnava opět vrátila do nejvyšší ligy.

### Úspěchy v Evropě
Následující sezóna byla ještě úspěšnější než předchozí. Klub pod vedením Jana Hucka prošel 1. a 2. kolem hladce a ve čtvrtfinále PEM ho čekal řecký klub AEK Atény. Po domácí výhře 2-1 a remíze 1-1 v Aténách se klub dostal mezi nejlepších čtyř v Evropě. Spartak Trnava tak byl vedle takových velikánů jako AC Milán, Ajax Amsterdam či Manchester United. V semifinále ho čekal holandský velikán Ajax. Mužstvo ze země tulipánů se po domácí výhře 3-0 už vidělo ve finále, ale stačilo tak málo, aby vše bylo jinak. Podle mnoha pamětníků a odborníků byl právě domácí zápas proti Ajaxu nejlepším utkáním Spartaku v jeho celé historii. Výhru 2-0 zajistil oběma brankami Ladislav Kuna a stačilo kdyby alespoň jedna z množství neproměněných šancí skončila v síti a Spartak mohl být ve finále. Ligu Spartak zvládl bravurně a titul dokázal obhájit s náskokem 5 bodů před Slovanem a 10 před Spartou.

### Poslední úspěchy
Následující sezóna pro Spartak mistrovská nebyla, ačkoli podzimní část vyhráli, tu jarní zbabrali a skončili "jen" na 2. místě. V PEM v 2. kole klub narazil na Galatasaray. Po vítězství a následném prodloužení, ve kterém gól nepadl, byl na řadě los (tehdy se jedenáctky nekopali). Pro Spartak byl tento los nešťastný dále šel Galatasaray. Po stříbrném umístění se trnavského kormidla chopil Valerián Švec. Trnava získala double, když si třetí titul pojistila po domácím vítězství 1-0 nad Slovanem. Vyhrála i Československý pohár, když ve finále porazila Plzeň 2-1 a 5-1. Po úspěchu se Valerián Švec stal asistentem a hlavním trenérem se stal navrátilec Anton Malatinský. Ke čtvrtému titulu se rozhodlo až v posledním kole, kdy Slovan zakopl v Prešově a Trnavčania tak mohli v Nitře začít slavit. Double se však získat nepodařilo, protože po vítězství 2-1 na Tehelném poli proti Slovanu přišla domácí krutá prohra 1-4 po prodloužení. V roce 1973 po domácím vítězství nad Třincem 3-0, když góly vstřelili Kuna (2) a Fandel, získali svěřenci Antona Malatinského již pátý titul mistra Československa, který byl zároveň posledním. Trnava tak zakončila svůj mistrovský hattrick. Následoval pokles formy a konečné 7. místo v lize. Nevydařenou sezónu ještě zdůraznila prohra ve finále Slovenského poháru, ve kterém Trnava prohrála se Slovanem až na pokutové kopy. V roce 1975 Trnava vyhrála alespoň Česko-slovenský pohár, když ve finále porazila Spartu Praha. V roce 1976 se Karel Dobiáš představil na ME v Jugoslávii, kde přispěl k historickému prvenství výběru tehdejší ČSSR. Ve finálovém utkání proti NSR dokonce vstřelil gól. Klub opouštěli hráči, kteří zajistili ty nejhlavnější úspěchy. Hagara, Majerník a Adamec ukončili kariéru a Dobiáš přestoupil do Bohemians. Trenéři se u kormidla střídaly a další úspěch se dostavil až v roce 1986 kdy Spartak vyhrál Česko-slovenský pohár po penaltovém vítězství nad Spartou Praha. Na jaře 1988 klub začal vystupovat pod názvem Spartak ZŤS Trnava. V sezóně 1989/90 Spartak sestoupil do druhé ligy ale po roční odmlce se opět vrátil do nejvyšší soutěže. V sezóně 1992/93 začaly sílit finanční problémy klubu. Před sestupem do 2. ligy Spartak zachránilo rozdělení Československa.

### Titul po 45 letech
První dvě sezóny nebyly výsledkově moc oslnivé. Změna přišla až sezónou 1995/96 když Spartak stal podzimním mistrem. Sezónní zlom přišel až v 21. kole. Spartak hostil Humenné. Rozhodčí Musaka se prezentoval několika spornými verdiktem. Na hrací ploše se v průběhu zápasu objevily sněhové koule, láhve, ovoce, kameny a nakonec jeden divák, který již po závěrečném hvizdu dal arbitrovi z Námestova doslova pohlavek. Zápas pokračoval v útrobách stadionu, kde si to podle oficiálních informací rozdali Gabriel, Hrabal a humenský gólman Buček. Své dostal i autobus hosty. A důsledky? Kontumace ve prospěch Chemlonu, odečtení 3 bodů, pokuta pro klub, pokuta asistenta trenéra, zákaz vstupu diváků na jeden zápas, Jano Gabriel stop na půl roku, Jaro Hrabal stop na 3 měsíce = stop mistrovským ambicím. Tento trest nebyl dodnes v lize překonán! Spartak se dostal i do finále Slovenského poháru ale ve Vranově podlehl Humenném 1-2. V sezóně 1996/97 byla Trnava opět po podzimní části nejlepší. V oslnivých výkonech pokračovala i na jaře, ale naděje na šestý titul mistra ztratila v samém závěru. Prohra a matný výkon v 28. kole v Bardějově ještě dávali Spartaku šance na triumf, optimismus upevnili hráči v předposledním kole doma se Slovanem, výhrou 4-0. Šok přišel v posledním kole v Rimavské Sobotě, kam Trnava přicházela jako lídr soutěže. Po divném výkonu, rozhodčím odpískané a vzápětí odvolané penaltě, Spartak podlehl 1-2 a skončil druhý za 1. FC Košice.
V následující sezóně trenéra Peczeho nahradil Dušan Galis a asistentem trenéra se stal Jozef Adamec. Trnava zkompletoval svůj podzimní hattrick ale jaro se nesla v duchu klubových nepokojů a v dramatickém finiši se museli spokojit opět s 2. místem. Radost fanouškům udělali alespoň ziskem Slovenského poháru a Superpoháru. Na podzim 1998 Spartak po 4. krát v řadě ovládl podzimní část, ale na jaře po zprávách ohledně finančních problémech klubu a slabých výsledcích na hřištích soupeřů skončil na 3. místě. Ekonomické problémy přivedly Spartak na počátku 3. tisíciletí do 2. ligy.
Po sestupu ale přišel silný sponzor, klub se vrátil zpět do 1. ligy a sezónu 2002/03 začal úžasně. V 6. kole porazil mistrovskou Žilinu 3-1 před návštěvou 16 692 diváků. Po skvělých výsledcích přišlo trápení ale na konci sezóny opět vypukla euforie, když výhrou 4-3 nad Slovanem Trnava zatarasila svému odvěkému rivalovi cestu k titulu, který nakonec obhájila Žilina. Spartak obsadil 4. místo. Po "tichu" přišel s trenérskou dvojicí Adamec-Šuran opět rozruch. Sezónu 2005/06 poznamenal vůbec nejúspěšnější start Trnavy v historii kdy osmkrát zvítězili a se skóre 16:3 vedly tabulku. Ve městě vypukl fotbalový šílenství. Poloviční mistrovský titul zůstal na jaře opět nepotvrzený. Po domácím vítězství nad Artmedií 1:0 sice zaplavily rozradostněný diváci trávník a oslavovali vjedno s hráči návrat na špici, ale v dalších kolech přišlo tvrdé vystřízlivění. Spartak v závěru ligy jakoby ztratil dech a skončil na 3. místě. Po této sezoně následovala krize. Sezónu 2008/09 začal na postu trenéra Srb Vladimír Vermezović, ale po 9. kole ho klub odvolal. To způsobilo dávku nevole ze strany fanoušků a tím byly poznamenány i následující zápasy. Klub převzal trenér Karol Pecze a Spartak dotáhl ke konečnému 3. místu. 

V ročníku 2011/12 skončil Spartak na konečném druhém místě Corgoň ligy za vítěznou Žilinou, přičemž ještě v posledním kole bojoval o titul. Sezóna 2012/13 měla z pohledu klubu zcela odlišné parametry, Spartak v posledním kole bojoval o záchranu s Tatranem Prešov. Trnava nakonec získala 35 bodů, o dva více než poslední Tatran, a zachránila se v Corgoň lize. Klub se znovu dočkal titulu po dlouhých 45 letech. Pod vedením trenéra Nestora El Maestra získala Trnava titul už tři kola před koncem sezóny 2017/18 po vítězství nad Dunajskou Stredou. Oslavy titulu se konaly po posledním ligovém zápase s AS Trenčín před návštěvou 17 113 diváků.

## Získané trofeje
- 1. československá fotbalová liga (5×)
  - 1967/68, 1968/69, 1970/71, 1971/72, 1972/73
- 1. slovenská fotbalová liga (1×)
  - 2017/18
- Československý pohár (4×)
  - 1966/67, 1971, 1975, 1986
- Slovenský fotbalový pohár (8×)
  - 1970/71, 1974/75, 1985/86, 1990/91, 1997/98, 2018/19,[5] 2021/22, 2022/23
- Slovenský fotbalový superpohár (1×)
  - 1998

## Historické názvy
Zdroj: 
- 1923 – fúze ŠK Čechie Trnava a ČsŠK Trnava ⇒ TŠS Trnava (Trnavský športový spolok Trnava)
- 1924 – fúze s ŠK Trnava ⇒ ŠK Trnava (Športový klub Trnava)
- 1939 – fúze s ŠK Rapid Trnava ⇒ TŠS Trnava (Trnavský športový spolok Trnava)
- 1948 – Sokol NV Trnava (Sokol Národný výbor Trnava)
- 1949 – TJ Sokol Kovosmalt Trnava (Telovýchovná jednota Sokol Kovosmalt Trnava)
- 1953 – DŠO Spartak Trnava (Dobrovoľná športová organizácia Spartak Trnava)
- 1962 – TJ Spartak Trnava (Telovýchovná jednota Spartak Trnava)
- 1967 – TJ Spartak TAZ Trnava (Telovýchovná jednota Spartak Trnavské automobilové závody Trnava)
- 1988 – TJ Spartak ZŤS Trnava (Telovýchovná jednota Spartak Závody ťažkého strojárstva Trnava)
- 1993 – FC Spartak Trnava (Football Club Spartak Trnava)

## Umístění v jednotlivých sezonách
Stručný přehled
Zdroj: 
- 1938–1944: 1. slovenská liga
- 1945–1946: Státní liga – sk. B
- 1946–1947: Slovenská divize
- 1947–1948: Státní liga
- 1949–1950: Celostátní československé mistrovství
- 1952: Mistrovství československé republiky
- 1953–1954: Celostátní československá soutěž – sk. B
- 1955: Přebor československé republiky
- 1956–1962: 1. liga
- 1962–1964: 2. liga – sk. C
- 1964–1990: 1. liga
- 1990–1991: 1. SNFL
- 1991–1993: 1. liga (ČSR)
- 1993–2001: 1. liga (SR)
- 2001–2002: 2. liga
- 2002–: 1. liga

Jednotlivé ročníky
Zdroj: 
Legenda: Z – zápasy, V – výhry, R – remízy, P – porážky, VG – vstřelené góly, OG – obdržené góly, +/− – rozdíl skóre, B – body, červené podbarvení – sestup, zelené podbarvení – postup, fialové podbarvení – reorganizace, změna skupiny či soutěže
| Slovensko (1938–1944)      |                                          |        |    |    |    |    |    |    |     |    |        |
| Sezóny                     | Liga                                     | Úroveň | Z  | V  | R  | P  | VG | OG | +/− | B  | Pozice |
| 1938/39                    | 1. slovenská liga                        | 1      | 8  | 4  | 0  | 4  | 29 | 18 | +11 | 8  | 4.     |
| 1939/40                    | 1. slovenská liga                        | 1      | 22 | 9  | 5  | 8  | 41 | 47 | −7  | 23 | 4.     |
| 1940/41                    | 1. slovenská liga                        | 1      | 22 | 7  | 7  | 8  | 49 | 52 | −3  | 21 | 6.     |
| 1941/42                    | 1. slovenská liga                        | 1      | 22 | 9  | 4  | 9  | 47 | 48 | −1  | 22 | 7.     |
| 1942/43                    | 1. slovenská liga                        | 1      | 22 | 11 | 0  | 11 | 56 | 63 | −7  | 22 | 5.     |
| 1943/44                    | 1. slovenská liga                        | 1      | 22 | 11 | 3  | 8  | 52 | 36 | +16 | 25 | 3.     |
| Československo (1945–1993) |                                          |        |    |    |    |    |    |    |     |    |        |
| Sezóny                     | Liga                                     | Úroveň | Z  | V  | R  | P  | VG | OG | +/− | B  | Pozice |
| 1945/46                    | Státní liga – sk. B                      | 1      | 18 | 4  | 4  | 10 | 36 | 62 | −26 | 12 | 8.     |
| 1946/47                    | Slovenská divize                         | 2      | …  | …  | …  | …  | …  | …  | …   | …  | 1.     |
| 1947/48                    | Státní liga                              | 1      | 20 | 9  | 3  | 8  | 38 | 40 | −2  | 21 | 5.     |
| 1949                       | Celostátní československé mistrovství    | 1      | 26 | 9  | 6  | 11 | 48 | 53 | −5  | 24 | 9.     |
| 1950                       | Celostátní československé mistrovství    | 1      | 26 | 6  | 7  | 13 | 36 | 45 | −9  | 19 | 13.    |
| …                          |                                          |        |    |    |    |    |    |    |     |    |        |
| 1952                       | Mistrovství československé republiky     | 1      | 26 | 10 | 9  | 7  | 48 | 49 | −1  | 29 | 5.     |
| 1953                       | Celostátní československá soutěž – sk. B | 2      | 11 | 5  | 1  | 5  | 18 | 19 | −1  | 11 | 4.     |
| 1954                       | Celostátní československá soutěž – sk. B | 2      | 18 | 12 | 4  | 2  | 52 | 19 | +33 | 28 | 1.     |
| 1955                       | Přebor československé republiky          | 1      | 22 | 8  | 5  | 9  | 24 | 35 | −11 | 21 | 8.     |
| 1956                       | 1. liga                                  | 1      | 22 | 7  | 4  | 11 | 24 | 41 | −17 | 18 | 9.     |
| 1957/58                    | 1. liga                                  | 1      | 33 | 10 | 11 | 12 | 45 | 49 | −4  | 31 | 9.     |
| 1958/59                    | 1. liga                                  | 1      | 26 | 9  | 7  | 10 | 31 | 28 | +3  | 25 | 7.     |
| 1959/60                    | 1. liga                                  | 1      | 26 | 13 | 5  | 8  | 43 | 38 | +5  | 31 | 4.     |
| 1960/61                    | 1. liga                                  | 1      | 26 | 9  | 7  | 10 | 44 | 50 | −6  | 25 | 10.    |
| 1961/62                    | 1. liga                                  | 1      | 26 | 8  | 6  | 12 | 33 | 46 | −13 | 22 | 13.    |
| 1962/63                    | 2. liga – sk. C                          | 2      | 26 | 13 | 4  | 9  | 41 | 33 | +8  | 30 | 4.     |
| 1963/64                    | 2. liga – sk. C                          | 2      | 26 | 17 | 4  | 5  | 45 | 20 | +25 | 38 | 1.     |
| 1964/65                    | 1. liga                                  | 1      | 26 | 8  | 8  | 10 | 33 | 36 | −3  | 24 | 10.    |
| 1965/66                    | 1. liga                                  | 1      | 26 | 12 | 3  | 11 | 34 | 26 | +8  | 27 | 6.     |
| 1966/67                    | 1. liga                                  | 1      | 26 | 16 | 2  | 8  | 53 | 26 | +27 | 34 | 3.     |
| 1967/68                    | 1. liga                                  | 1      | 26 | 15 | 5  | 6  | 57 | 26 | +31 | 35 | 1.     |
| 1968/69                    | 1. liga                                  | 1      | 26 | 17 | 5  | 4  | 50 | 21 | +29 | 39 | 1.     |
| 1969/70                    | 1. liga                                  | 1      | 30 | 15 | 10 | 5  | 55 | 23 | +32 | 40 | 2.     |
| 1970/71                    | 1. liga                                  | 1      | 30 | 17 | 6  | 7  | 52 | 27 | +25 | 40 | 1.     |
| 1971/72                    | 1. liga                                  | 1      | 30 | 17 | 10 | 3  | 60 | 25 | +35 | 44 | 1.     |
| 1972/73                    | 1. liga                                  | 1      | 30 | 16 | 7  | 7  | 47 | 20 | +27 | 39 | 1.     |
| 1973/74                    | 1. liga                                  | 1      | 30 | 8  | 13 | 9  | 32 | 31 | +1  | 29 | 7.     |
| 1974/75                    | 1. liga                                  | 1      | 30 | 12 | 6  | 12 | 32 | 36 | −4  | 30 | 6.     |
| 1975/76                    | 1. liga                                  | 1      | 30 | 12 | 5  | 13 | 35 | 32 | +3  | 29 | 10.    |
| 1976/77                    | 1. liga                                  | 1      | 30 | 9  | 8  | 13 | 26 | 47 | −21 | 26 | 14.    |
| 1977/78                    | 1. liga                                  | 1      | 30 | 8  | 12 | 10 | 26 | 31 | −5  | 28 | 9.     |
| 1978/79                    | 1. liga                                  | 1      | 30 | 7  | 13 | 10 | 34 | 37 | −3  | 27 | 12.    |
| 1979/80                    | 1. liga                                  | 1      | 30 | 11 | 10 | 9  | 35 | 35 | 0   | 32 | 7.     |
| 1980/81                    | 1. liga                                  | 1      | 30 | 13 | 3  | 14 | 36 | 43 | −7  | 29 | 10.    |
| 1981/82                    | 1. liga                                  | 1      | 30 | 10 | 4  | 16 | 31 | 41 | −10 | 24 | 14.    |
| 1982/83                    | 1. liga                                  | 1      | 30 | 12 | 6  | 12 | 29 | 39 | −10 | 30 | 8.     |
| 1983/84                    | 1. liga                                  | 1      | 30 | 11 | 7  | 12 | 43 | 50 | −7  | 29 | 7.     |
| 1984/85                    | 1. liga                                  | 1      | 30 | 10 | 9  | 11 | 33 | 39 | −6  | 29 | 9.     |
| 1985/86                    | 1. liga                                  | 1      | 30 | 9  | 9  | 12 | 25 | 32 | −7  | 27 | 10.    |
| 1986/87                    | 1. liga                                  | 1      | 30 | 12 | 3  | 15 | 41 | 52 | −11 | 27 | 11.    |
| 1987/88                    | 1. liga                                  | 1      | 30 | 11 | 7  | 12 | 38 | 42 | −4  | 29 | 10.    |
| 1988/89                    | 1. liga                                  | 1      | 30 | 10 | 7  | 13 | 36 | 46 | −10 | 27 | 12.    |
| 1989/90                    | 1. liga                                  | 1      | 30 | 4  | 10 | 16 | 23 | 62 | −39 | 18 | 15.    |
| 1990/91                    | 1. SNFL                                  | 2      | 30 | 17 | 7  | 6  | 65 | 25 | +40 | 41 | 1.     |
| 1991/92                    | 1. liga                                  | 1      | 30 | 6  | 9  | 15 | 21 | 59 | −38 | 21 | 14.    |
| 1992/93                    | 1. liga                                  | 1      | 30 | 3  | 10 | 17 | 24 | 60 | −36 | 16 | 16.    |
| Slovensko (1993–)          |                                          |        |    |    |    |    |    |    |     |    |        |
| Sezóny                     | Liga                                     | Úroveň | Z  | V  | R  | P  | VG | OG | +/− | B  | Pozice |
| 1993/94                    | 1. liga                                  | 1      | 32 | 8  | 12 | 12 | 25 | 32 | −7  | 28 | 7.     |
| 1994/95                    | 1. liga                                  | 1      | 32 | 12 | 8  | 12 | 43 | 35 | +8  | 44 | 6.     |
| 1995/96                    | 1. liga                                  | 1      | 32 | 19 | 6  | 7  | 54 | 32 | +22 | 63 | 3.     |
| 1996/97                    | 1. liga                                  | 1      | 30 | 21 | 6  | 3  | 66 | 24 | +42 | 69 | 2.     |
| 1997/98                    | Mars superliga                           | 1      | 30 | 20 | 6  | 4  | 61 | 34 | +27 | 66 | 2.     |
| 1998/99                    | Mars superliga                           | 1      | 30 | 19 | 7  | 4  | 59 | 20 | +39 | 64 | 3.     |
| 1999/00                    | Mars superliga                           | 1      | 30 | 15 | 8  | 7  | 38 | 21 | +17 | 53 | 4.     |
| 2000/01                    | Mars superliga                           | 1      | 36 | 8  | 10 | 18 | 39 | 62 | −23 | 34 | 10.    |
| 2001/02                    | 2. liga                                  | 2      | 30 | 18 | 7  | 5  | 61 | 22 | +39 | 61 | 1.     |
| 2002/03                    | 1. liga                                  | 1      | 36 | 15 | 11 | 10 | 55 | 47 | +8  | 56 | 4.     |
| 2003/04                    | Corgoň liga                              | 1      | 36 | 15 | 8  | 13 | 46 | 46 | 0   | 53 | 4.     |
| 2004/05                    | Corgoň liga                              | 1      | 36 | 12 | 10 | 14 | 39 | 37 | +2  | 46 | 5.     |
| 2005/06                    | Corgoň liga                              | 1      | 36 | 21 | 5  | 10 | 57 | 31 | +26 | 68 | 3.     |
| 2006/07                    | Corgoň liga                              | 1      | 33 | 6  | 6  | 10 | 22 | 33 | −11 | 24 | 11.    |
| 2007/08                    | Corgoň liga                              | 1      | 33 | 15 | 7  | 11 | 52 | 40 | +12 | 52 | 4.     |
| 2008/09                    | Corgoň liga                              | 1      | 33 | 15 | 10 | 8  | 45 | 38 | +7  | 55 | 3.     |
| 2009/10                    | Corgoň liga                              | 1      | 33 | 12 | 5  | 16 | 52 | 46 | +6  | 41 | 7.     |
| 2010/11                    | Corgoň liga                              | 1      | 33 | 13 | 10 | 10 | 40 | 30 | +10 | 49 | 4.     |
| 2011/12                    | Corgoň liga                              | 1      | 33 | 19 | 8  | 6  | 44 | 22 | +22 | 65 | 2.     |
| 2012/13                    | Corgoň liga                              | 1      | 33 | 8  | 11 | 14 | 34 | 51 | −17 | 35 | 11.    |
| 2013/14                    | Corgoň liga                              | 1      | 33 | 16 | 5  | 12 | 47 | 42 | +5  | 50 | 3.     |
| 2014/15                    | Fortuna liga                             | 1      | 33 | 16 | 8  | 9  | 53 | 31 | +22 | 56 | 4.     |
| 2015/16                    | Fortuna liga                             | 1      | 33 | 16 | 6  | 11 | 49 | 41 | +8  | 54 | 4.     |
| 2016/17                    | Fortuna liga                             | 1      | 30 | 12 | 7  | 11 | 34 | 37 | −3  | 43 | 6.     |
| 2017/18                    | Fortuna liga                             | 1      | 32 | 20 | 4  | 8  | 41 | 28 | +13 | 64 | 1.     |
| 2018/19                    | Fortuna liga                             | 1      | 32 | 10 | 8  | 14 | 35 | 35 | 0   | 38 | 7.     |
| 2019/20                    | Fortuna liga                             | 1      | 27 | 10 | 5  | 12 | 30 | 32 | -2  | 35 | 4.     |
| 2020/21                    | Fortuna liga                             | 1      | 32 | 17 | 4  | 11 | 48 | 37 | +11 | 55 | 3.     |
| 2021/22                    | Fortuna liga                             | 1      | 32 | 17 | 9  | 6  | 36 | 17 | +19 | 60 | 3.     |
| 2022/23                    | Fortuna liga                             | 1      | 32 | 15 | 7  | 10 | 55 | 38 | +17 | 52 | 3.     |
| 2023/24                    | Niké liga                                | 1      | 32 | 18 | 3  | 11 | 47 | 29 | +18 | 57 | 3.     |

## Účast v evropských pohárech
| Ročník  | Soutěž                         | Kolo               | Klub                     | Doma | Venku      | Celkem         |
| ------- | ------------------------------ | ------------------ | ------------------------ | ---- | ---------- | -------------- |
| 1967/68 | Pohár vítězů pohárů            | 1. kolo            | Lausanne Sports          | 2:0  | 2:3        | 4:3            |
| 1967/68 | Pohár vítězů pohárů            | 2. kolo            | FK Torpedo Moskva        | 1:3  | 0:3        | 1:6            |
| 1968/69 | Pohár mistrů evropských zemí   | 1. kolo            | FC Steaua Bucureşti      | 4:0  | 1:3        | 5:3            |
| 1968/69 | Pohár mistrů evropských zemí   | 2. kolo            | Reipas Lahti             | 7:1  | 9:1        | 16:2           |
| 1968/69 | Pohár mistrů evropských zemí   | Čtvrtfinále        | AEK Athény               | 2:1  | 1:1        | 3:2            |
| 1968/69 | Pohár mistrů evropských zemí   | Semifinále         | AFC Ajax                 | 2:0  | 0:3        | 2:3            |
| 1969/70 | Pohár mistrů evropských zemí   | 1. kolo            | Hibernians FC            | 4:0  | 2:2        | 6:2            |
| 1969/70 | Pohár mistrů evropských zemí   | 2. kolo            | Galatasaray SK           | 1:0  | 0:1        | 1:1            |
| 1970/71 | Pohár veletržních měst         | 1. kolo            | Olympique de Marseille   | 2:0  | 0:2        | 2:2            |
| 1970/71 | Pohár veletržních měst         | 2. kolo            | Hertha BSC Berlin        | 3:1  | 0:1        | 3:2 (4:3 pp.)  |
| 1970/71 | Pohár veletržních měst         | 3. kolo            | 1. FC Köln               | 0:1  | 0:3        | 0:3            |
| 1971/72 | Pohár mistrů evropských zemí   | 1. kolo            | FC Dinamo Bucureşti      | 2:2  | 0:0        | 2:2 (v)        |
| 1972/73 | Pohár mistrů evropských zemí   | 2. kolo            | RSC Anderlecht           | 1:0  | 1:0        | 2:0            |
| 1972/73 | Pohár mistrů evropských zemí   | Čtvrtfinále        | Derby County FC          | 1:0  | 0:2        | 1:2            |
| 1973/74 | Pohár mistrů evropských zemí   | 1. kolo            | Viking FK                | 1:0  | 2:1        | 3:1            |
| 1973/74 | Pohár mistrů evropských zemí   | 2. kolo            | FK Zorja Vološilovgrad   | 0:0  | 1:0        | 1:0            |
| 1973/74 | Pohár mistrů evropských zemí   | Čtvrtfinále        | Újpest FC                | 1:1  | 1:1        | 1:2 (3:4 pp.)  |
| 1975/76 | Pohár vítězů pohárů            | 1. kolo            | Boavista FC              | 0:0  | 0:3        | 0:3            |
| 1986/87 | Pohár vítězů pohárů            | 1. kolo            | VfB Stuttgart            | 0:0  | 0:1        | 0:1            |
| 1996    | Pohár Intertoto                | Základní skupina I | FK Čukarički             | 3:0  |            |                |
| 1996    | Pohár Intertoto                | Základní skupina I | LU/Daugava Rīga          |      | 6:0        |                |
| 1996    | Pohár Intertoto                | Základní skupina I | Karlsruher SC            | 1:1  |            |                |
| 1996    | Pohár Intertoto                | Základní skupina I | FC Universitatea Craiova |      | 1:2        |                |
| 1997/98 | Pohár UEFA                     | 1. předkolo        | Birkirkara FC            | 3:1  | 1:0        | 4:1            |
| 1997/98 | Pohár UEFA                     | 2. předkolo        | PAOK FC                  | 0:1  | 3:5        | 3:6            |
| 1998/99 | Pohár vítězů pohárů            | Předkolo           | FK Vardar                | 2:0  | 1:0        | 3:0            |
| 1998/99 | Pohár vítězů pohárů            | 1. kolo            | Beşiktaş JK              | 2:1  | 0:3        | 2:4            |
| 1999/00 | Pohár UEFA                     | Předkolo           | KS Vllaznia Shkodër      | 2:0  | 1:1        | 3:1            |
| 1999/00 | Pohár UEFA                     | 1. kolo            | Grazer AK                | 2:1  | 0:3        | 2:4            |
| 2003    | Pohár Intertoto                | 1. kolo            | FK Pobeda                | 1:5  | 1:2        | 1:7            |
| 2004    | Pohár Intertoto                | 1. kolo            | Debreceni VSC            | 3:0  | 1:4        | 4:4 (v)        |
| 2004    | Pohár Intertoto                | 2. kolo            | FK Sloboda Tuzla         | 2:1  | 1:0        | 3:1            |
| 2004    | Pohár Intertoto                | 3. kolo            | NK Slaven Belupo         | 2:2  | 0:0        | 2:2 (v)        |
| 2006/07 | Pohár UEFA                     | 1. předkolo        | Karvan FK                | 0:1  | 0:1        | 0:2            |
| 2008/09 | Pohár UEFA                     | 1. předkolo        | FC WIT Georgia           | 2:2  | 0:1        | 2:3            |
| 2009/10 | Evropská liga UEFA             | 1. předkolo        | Inter Baku PIK           | 2:1  | 3:1        | 5:2            |
| 2009/10 | Evropská liga UEFA             | 2. předkolo        | FK Sarajevo              | 1:1  | 0:1        | 1:2            |
| 2011/12 | Evropská liga UEFA             | 1. předkolo        | FK Zeta                  | 3:0  | 1:2        | 4:2            |
| 2011/12 | Evropská liga UEFA             | 2. předkolo        | KF Tirana                | 3:1  | 0:0        | 3:1            |
| 2011/12 | Evropská liga UEFA             | 3. předkolo        | PFK Levski Sofia         | 2:1  | 1:2        | 3:3 (5:4 pp.)  |
| 2011/12 | Evropská liga UEFA             | 4. předkolo        | FK Lokomotiv Moskva      | 1:1  | 0:2        | 1:3            |
| 2012/13 | Evropská liga UEFA             | 2. předkolo        | Sligo Rovers FC          | 3:1  | 1:1        | 4:1            |
| 2012/13 | Evropská liga UEFA             | 3. předkolo        | FC Steaua București      | 0:3  | 1:0        | 1:3            |
| 2014/15 | Evropská liga UEFA             | 1. předkolo        | Hibernians FC            | 5:0  | 4:2        | 9:2            |
| 2014/15 | Evropská liga UEFA             | 2. předkolo        | FC Zestafoni             | 3:0  | 0:0        | 3:0            |
| 2014/15 | Evropská liga UEFA             | 3. předkolo        | St. Johnstone FC         | 1:1  | 2:1        | 3:2            |
| 2014/15 | Evropská liga UEFA             | 4. předkolo        | FC Zürich                | 1:3  | 1:1        | 2:4            |
| 2015/16 | Evropská liga UEFA             | 1. předkolo        | FK Olimpik Sarajevo      | 0:0  | 1:1        | 1:1 (v)        |
| 2015/16 | Evropská liga UEFA             | 2. předkolo        | Linfield FC              | 2:1  | 3:1        | 5:1            |
| 2015/16 | Evropská liga UEFA             | 3. předkolo        | PAOK FC                  | 1:1  | 0:1        | 1:2            |
| 2016/17 | Evropská liga UEFA             | 1. předkolo        | Hibernians FC            | 3:0  | 3:0        | 6:0            |
| 2016/17 | Evropská liga UEFA             | 2. předkolo        | FC Širak Gjumri          | 2:0  | 1:1        | 3:1            |
| 2016/17 | Evropská liga UEFA             | 3. předkolo        | FK Austria Wien          | 0:1  | 1:0        | 1:1 (4:5 pen.) |
| 2018/19 | Liga mistrů UEFA               | 1. předkolo        | HŠK Zrinjski Mostar      | 1:0  | 1:1        | 2:1            |
| 2018/19 | Liga mistrů UEFA               | 2. předkolo        | Legia Warszawa           | 0:1  | 2:0        | 2:1            |
| 2018/19 | Liga mistrů UEFA               | 3. předkolo        | FK Crvena zvezda         | 1:2  | 1:1        | 2:3            |
| 2018/19 | Evropská liga UEFA             | 4. předkolo        | NK Olimpija Ljubljana    | 1:1  | 2:0        | 3:1            |
| 2018/19 | Evropská liga UEFA             | Základní skupina D | RSC Anderlecht           | 1:0  | 0:0        | 3. místo       |
| 2018/19 | Evropská liga UEFA             | Základní skupina D | Fenerbahçe SK            | 1:0  | 0:2        | 3. místo       |
| 2018/19 | Evropská liga UEFA             | Základní skupina D | GNK Dinamo Zagreb        | 1:2  | 1:3        | 3. místo       |
| 2019/20 | Evropská liga UEFA             | 1. předkolo        | FK Radnik Bijeljina      | 3:0  | 0:2        | 3:2            |
| 2019/20 | Evropská liga UEFA             | 2. předkolo        | Lokomotiv Plovdiv        | 3:1  | 0:2        | 3:3            |
| 2021/22 | Evropská konferenční liga UEFA | 1. předkolo        | Mosta FC                 | 2:3  | 2:0        | 4:3            |
| 2021/22 | Evropská konferenční liga UEFA | 2. předkolo        | Sepsi OSK Sf. Gheorghe   | 0:0  | 2:1        | 2:1            |
| 2021/22 | Evropská konferenční liga UEFA | 3. předkolo        | Maccabi Tel Aviv FC      | 0:0  | 0:1        | 0:1            |
| 2022/23 | Evropská konferenční liga UEFA | 2. předkolo        | Newtown A.F.C.           | 4:1  | 2:1        | 6:2            |
| 2022/23 | Evropská konferenční liga UEFA | 3. předkolo        | Raków Częstochowa        | 0:2  | 0:1        | 0:3            |
| 2023/24 | Evropská konferenční liga UEFA | 2. předkolo        | FK Auda                  | 4:1  | 1:1        | 5:2            |
| 2023/24 | Evropská konferenční liga UEFA | 3. předkolo        | Lech Poznaň              | 3:1  | 1:2        | 4:3            |
| 2023/24 | Evropská konferenční liga UEFA | 4. předkolo        | SC Dnipro-1              | 1:1  | 2:1        | 3:2            |
| 2023/24 | Evropská konferenční liga UEFA | Základní skupina H | Fenerbahçe SK            | 1:2  | 0:4        | 4. místo       |
| 2023/24 | Evropská konferenční liga UEFA | Základní skupina H | Ludogorec                | 1:2  | 4:0        | 4. místo       |
| 2023/24 | Evropská konferenční liga UEFA | Základní skupina H | FC Nordsjælland          | 0:2  | 1:1        | 4. místo       |
| 2024/25 | Konferenční liga UEFA          | 2. předkolo        | FK Sarajevo              | 3:0  | 0:0        | 3:0            |
| 2024/25 | Konferenční liga UEFA          | 3. předkolo        | Wisla Krakov             | 3:1  | 1:4 (pen.) | 4:5            |

## FC Spartak Trnava „B“
FC Spartak Trnava „B“ je rezervní tým trnavského Spartaku, od sezóny 2017/18 působí ve 3. lize – sk. Západ (3. nejvyšší soutěž). Největšího úspěchu dosáhl v sezóně 2013/14, kdy se ve 2. lize (2. nejvyšší soutěž) umístil na 6. místě.

### Umístění v jednotlivých sezonách
Stručný přehled
Zdroj: 
- 1963–1965: Krajský přebor – sk. Západ
- 1965–1973: Divize E
- 1973–1977: Krajský přebor – sk. Západ

- 1984–1987: Divize – sk. Západ (Severozápad)
- 1987–1989: Divize – sk. Západ
- 1989–1990: I. A trieda ZsFZ – sk. Jihovýchod
- 1990–1991: Divize – sk. Západ
- 1991–1993: I. A trieda ZsFZ – sk. Jihovýchod
- 1993–1994: 5. liga ZsFZ – sk. Jihovýchod
- 1994–1996: 4. liga ZsFZ
- 1996–1997: 3. liga – sk. Západ
- 1997–1999: 4. liga ZsFZ – sk. B
- 1999–2000: 4. liga ZsFZ – sk. Trnava
- 2005–2006: 2. liga
- 2008–2013: 3. liga – sk. Západ
- 2013–2014: 2. liga
- 2014–2017: 2. liga – sk. Západ
- 2017–: 3. liga – sk. Západ

Jednotlivé ročníky
Zdroj: 
Legenda: Z – zápasy, V – výhry, R – remízy, P – porážky, VG – vstřelené góly, OG – obdržené góly, +/− – rozdíl skóre, B – body, červené podbarvení – sestup, zelené podbarvení – postup, fialové podbarvení – reorganizace, změna skupiny či soutěže
| Československo (1963– 1993) |                                              |                                              |                                              |                                              |                                              |                                              |                                              |                                              |                                              |                                              |                                              |                                              |
| Sezóny                      | Liga                                         | Úroveň                                       | Z                                            | V                                            | R                                            | P                                            | VG                                           | OG                                           | +/−                                          | B                                            | Pozice                                       |                                              |
| 1963/64                     | Krajský přebor – sk. Západ                   | 3                                            | 24                                           | 9                                            | 2                                            | 13                                           | 39                                           | 41                                           | −2                                           | 20                                           | 12.                                          |                                              |
| 1964/65                     | Krajský přebor – sk. Západ                   | 3                                            | 25                                           | 13                                           | 3                                            | 9                                            | 44                                           | 30                                           | +14                                          | 20                                           | 4.                                           |                                              |
| 1965/66                     | Divize E                                     | 3                                            | 28                                           | 10                                           | 2                                            | 16                                           | 29                                           | 41                                           | −12                                          | 22                                           | 12.                                          |                                              |
| 1966/67                     | Divize E                                     | 3                                            | 26                                           | 8                                            | 8                                            | 10                                           | 44                                           | 38                                           | +6                                           | 24                                           | 8.                                           |                                              |
| 1967/68                     | Divize E                                     | 3                                            | 26                                           | 9                                            | 5                                            | 12                                           | 36                                           | 42                                           | −6                                           | 23                                           | 10.                                          |                                              |
| 1968/69                     | Divize E                                     | 3                                            | 26                                           | 5                                            | 9                                            | 12                                           | 28                                           | 42                                           | −14                                          | 19                                           | 11.                                          |                                              |
| 1969/70                     | Divize E                                     | 4                                            | 26                                           | 14                                           | 9                                            | 3                                            | 68                                           | 27                                           | +41                                          | 37                                           | 2.                                           |                                              |
| 1970/71                     | Divize E                                     | 4                                            | 26                                           | 17                                           | 6                                            | 3                                            | 50                                           | 19                                           | +31                                          | 40                                           | 2.                                           |                                              |
| 1971/72                     | Divize E                                     | 4                                            | 26                                           | 12                                           | 6                                            | 8                                            | 40                                           | 27                                           | +13                                          | 30                                           | 3.                                           |                                              |
| 1972/73                     | Divize E                                     | 4                                            | 26                                           | 5                                            | 7                                            | 14                                           | 27                                           | 46                                           | −19                                          | 17                                           | 14.                                          |                                              |
| 1973/74                     | Krajský přebor – sk. Západ                   | 5                                            | 28                                           | 14                                           | 8                                            | 6                                            | 52                                           | 23                                           | +29                                          | 36                                           | 2.                                           |                                              |
| 1974/75                     | Krajský přebor – sk. Západ                   | 5                                            | 28                                           | 11                                           | 5                                            | 12                                           | 51                                           | 39                                           | +12                                          | 27                                           | 10.                                          |                                              |
| 1975/76                     | Krajský přebor – sk. Západ                   | 5                                            | 29                                           | 13                                           | 5                                            | 11                                           | 50                                           | 41                                           | +9                                           | 31                                           | 4.                                           |                                              |
| 1976/77                     | Krajský přebor – sk. Západ                   | 5                                            | 30                                           | 8                                            | 5                                            | 17                                           | 31                                           | 47                                           | −16                                          | 21                                           | 16.                                          |                                              |
| 1977–1984                   | B−mužstvo nebylo přihlášeno v žádné soutěži. | B−mužstvo nebylo přihlášeno v žádné soutěži. | B−mužstvo nebylo přihlášeno v žádné soutěži. | B−mužstvo nebylo přihlášeno v žádné soutěži. | B−mužstvo nebylo přihlášeno v žádné soutěži. | B−mužstvo nebylo přihlášeno v žádné soutěži. | B−mužstvo nebylo přihlášeno v žádné soutěži. | B−mužstvo nebylo přihlášeno v žádné soutěži. | B−mužstvo nebylo přihlášeno v žádné soutěži. | B−mužstvo nebylo přihlášeno v žádné soutěži. | B−mužstvo nebylo přihlášeno v žádné soutěži. | B−mužstvo nebylo přihlášeno v žádné soutěži. |
| 1984/85                     | Divize – sk. Západ (Severozápad)             | 4                                            | 26                                           | 14                                           | 4                                            | 8                                            | 50                                           | 25                                           | +25                                          | 32                                           | 2.                                           |                                              |
| 1985/86                     | Divize – sk. Západ (Severozápad)             | 4                                            | …                                            | …                                            | …                                            | …                                            | …                                            | …                                            | …                                            | …                                            |                                              |                                              |
| 1986/87                     | Divize – sk. Západ (Severozápad)             | 4                                            | …                                            | …                                            | …                                            | …                                            | …                                            | …                                            | …                                            | …                                            |                                              |                                              |
| 1987/88                     | Divize – sk. Západ                           | 4                                            | 30                                           | 12                                           | 3                                            | 15                                           | 40                                           | 56                                           | −16                                          | 27                                           | 11.                                          |                                              |
| 1988/89                     | Divize – sk. Západ                           | 4                                            | 30                                           | 6                                            | 9                                            | 15                                           | 40                                           | 57                                           | −17                                          | 21                                           | 16.                                          |                                              |
| 1989/90                     | I. A trieda ZsFZ – sk. Jihovýchod            | 5                                            | 30                                           | 25                                           | 5                                            | 5                                            | 84                                           | 25                                           | +59                                          | 45                                           | 1.                                           |                                              |
| 1990/91                     | Divize – sk. Západ                           | 4                                            | 30                                           | 5                                            | 8                                            | 17                                           | 30                                           | 53                                           | −23                                          | 18                                           | 16.                                          |                                              |
| 1991/92                     | I. A trieda ZsFZ – sk. Jihovýchod            | 5                                            | 30                                           | 11                                           | 5                                            | 14                                           | 59                                           | 52                                           | +7                                           | 27                                           | 9.                                           |                                              |
| 1992/93                     | I. A trieda ZsFZ – sk. Jihovýchod            | 5                                            | 30                                           | 12                                           | 5                                            | 13                                           | 60                                           | 44                                           | +16                                          | 29                                           | 11.                                          |                                              |
| Slovensko (1993– )          |                                              |                                              |                                              |                                              |                                              |                                              |                                              |                                              |                                              |                                              |                                              |                                              |
| Sezóny                      | Liga                                         | Úroveň                                       | Z                                            | V                                            | R                                            | P                                            | VG                                           | OG                                           | +/−                                          | B                                            | Pozice                                       |                                              |
| 1993/94                     | 5. liga ZsFZ – sk. Jihovýchod                | 5                                            | 30                                           | 19                                           | 7                                            | 4                                            | 85                                           | 38                                           | +47                                          | 45                                           | 2.                                           |                                              |
| 1994/95                     | 4. liga ZsFZ                                 | 4                                            | 30                                           | 11                                           | 6                                            | 13                                           | 43                                           | 44                                           | −1                                           | 39                                           | 11.                                          |                                              |
| 1995/96                     | 4. liga ZsFZ                                 | 4                                            | 30                                           | 18                                           | 5                                            | 7                                            | 56                                           | 31                                           | +25                                          | 59                                           | 2.                                           |                                              |
| 1996/97                     | 3. liga – sk. Západ                          | 3                                            | 30                                           | 8                                            | 7                                            | 15                                           | 22                                           | 33                                           | −11                                          | 31                                           | 15.                                          |                                              |
| 1997/98                     | 4. liga ZsFZ – sk. B                         | 4                                            | 30                                           | 18                                           | 3                                            | 9                                            | 63                                           | 25                                           | +38                                          | 57                                           | 2.                                           |                                              |
| 1998/99                     | 4. liga ZsFZ – sk. B                         | 4                                            | 30                                           | 15                                           | 5                                            | 10                                           | 55                                           | 38                                           | +17                                          | 50                                           | 3.                                           |                                              |
| 1999/00                     | 4. liga ZsFZ – sk. Trnava                    | 4                                            | 30                                           | 15                                           | 7                                            | 8                                            | 79                                           | 42                                           | +37                                          | 52                                           | 2.                                           |                                              |
| 2000/01                     | 4. liga ZsFZ – sk. Trnava                    | 4                                            | 30                                           | 16                                           | 4                                            | 10                                           | 75                                           | 43                                           | +32                                          | 52                                           | 4.                                           |                                              |
| …                           |                                              |                                              |                                              |                                              |                                              |                                              |                                              |                                              |                                              |                                              |                                              |                                              |
| 2002/03                     | 3. liga – sk. Západ                          | 3                                            | 30                                           | 12                                           | 6                                            | 12                                           | 58                                           | 48                                           | +10                                          | 42                                           | 9.                                           |                                              |
| 2003/04                     | 3. liga – sk. Západ                          | 3                                            | 30                                           | 10                                           | 4                                            | 16                                           | 39                                           | 53                                           | -14                                          | 34                                           | 13.                                          |                                              |
| 2004/05                     | 3. liga – sk. Západ                          | 3                                            | 30                                           | 18                                           | 6                                            | 6                                            | 62                                           | 25                                           | +37                                          | 60                                           | 1.                                           |                                              |
| 2005/06                     | 2. liga                                      | 2                                            | 30                                           | 4                                            | 5                                            | 21                                           | 17                                           | 56                                           | −39                                          | 17                                           | 14.                                          |                                              |
| 2006/07                     | 2. liga – sk. Západ                          | 3                                            | 26                                           | 10                                           | 8                                            | 8                                            | 24                                           | 24                                           | 0                                            | 38                                           | 6.                                           |                                              |
| 2007/08                     | 2. liga – sk. Západ                          | 3                                            | 30                                           | 7                                            | 6                                            | 17                                           | 30                                           | 44                                           | -14                                          | 27                                           | 15.                                          |                                              |
| 2008/09                     | 2. liga – sk. Západ                          | 3                                            | 30                                           | 13                                           | 5                                            | 12                                           | 60                                           | 53                                           | +7                                           | 44                                           | 7.                                           |                                              |
| 2009/10                     | 2. liga – sk. Západ                          | 3                                            | 30                                           | 14                                           | 4                                            | 12                                           | 47                                           | 40                                           | +7                                           | 46                                           | 3.                                           |                                              |
| 2010/11                     | 2. liga – sk. Západ                          | 3                                            | 30                                           | 12                                           | 5                                            | 13                                           | 47                                           | 42                                           | +5                                           | 41                                           | 8.                                           |                                              |
| 2011/12                     | 3. liga – sk. Západ                          | 3                                            | 28                                           | 12                                           | 3                                            | 13                                           | 60                                           | 55                                           | +5                                           | 39                                           | 7.                                           |                                              |
| 2012/13                     | 3. liga – sk. Západ                          | 3                                            | 30                                           | 17                                           | 4                                            | 9                                            | 59                                           | 30                                           | +29                                          | 55                                           | 1.                                           |                                              |
| 2013/14                     | 2. liga                                      | 2                                            | 33                                           | 10                                           | 9                                            | 14                                           | 57                                           | 64                                           | −7                                           | 39                                           | 6.                                           |                                              |
| 2014/15                     | DOXXbet liga – sk. Západ                     | 2                                            | 22                                           | 5                                            | 5                                            | 12                                           | 20                                           | 35                                           | −15                                          | 20                                           | 9.                                           |                                              |
| 2014/15                     | O udržení – sk. Západ                        | 2                                            | 32                                           | 9                                            | 7                                            | 16                                           | 37                                           | 49                                           | −12                                          | 34                                           | 9.                                           |                                              |
| 2015/16                     | DOXXbet liga – sk. Západ                     | 2                                            | 22                                           | 7                                            | 0                                            | 15                                           | 16                                           | 27                                           | −11                                          | 21                                           | 11.                                          |                                              |
| 2015/16                     | O udržení – sk. Západ                        | 2                                            | 32                                           | 15                                           | 1                                            | 16                                           | 36                                           | 33                                           | +3                                           | 46                                           | 9.                                           |                                              |
| 2016/17                     | 2. liga – sk. Západ                          | 2                                            | 22                                           | 10                                           | 5                                            | 7                                            | 39                                           | 34                                           | +5                                           | 35                                           | 7.                                           |                                              |
| 2016/17                     | O udržení – sk. Západ                        | 2                                            | 30                                           | 16                                           | 5                                            | 9                                            | 58                                           | 43                                           | +15                                          | 53                                           | 7.                                           |                                              |
| 2017/18                     | 3. liga – sk. Západ                          | 3                                            | 34                                           | 16                                           | 2                                            | 16                                           | 59                                           | 46                                           | +13                                          | 50                                           | 8.                                           |                                              |
| 2018/19                     | 3. liga – sk. Západ                          | 3                                            | 28                                           | 12                                           | 5                                            | 11                                           | 47                                           | 46                                           | +1                                           | 41                                           | 7.                                           |                                              |
| 2019/20                     | 3. liga – sk. Západ                          | 3                                            | 16                                           | 5                                            | 4                                            | 7                                            | 20                                           | 23                                           | -3                                           | 19                                           | 12.                                          |                                              |

## FC Spartak Trnava „C“
FC Spartak Trnava „C“ byl druhý rezervní tým trnavského Spartaku. Založen byl v roce 2014 po přetransformování klubu FC Horses Šúrovce v C−tým Trnavy. Zanikl v roce 2016 po fúzi s ŠK Veľké Úľany.
Největšího úspěchu dosáhl v sezóně 2015/16, kdy se ve 3. lize (3. nejvyšší soutěž) umístil na 3. místě.

### Umístění v jednotlivých sezonách
Stručný přehled
Zdroj: 
- 2014–2016: 3. liga – sk. Západ

Jednotlivé ročníky
Zdroj: 
Legenda: Z – zápasy, V – výhry, R – remízy, P – porážky, VG – vstřelené góly, OG – obdržené góly, +/− – rozdíl skóre, B – body, červené podbarvení – sestup, zelené podbarvení – postup, fialové podbarvení – reorganizace, změna skupiny či soutěže
| Slovensko (2014– 2016) |                     |        |    |    |    |    |    |    |     |    |        |
| Sezóny                 | Liga                | Úroveň | Z  | V  | R  | P  | VG | OG | +/− | B  | Pozice |
| 2014/15                | 3. liga – sk. Západ | 3      | 32 | 11 | 11 | 10 | 51 | 49 | +2  | 44 | 8.     |
| 2015/16                | 3. liga – sk. Západ | 3      | 32 | 18 | 4  | 10 | 68 | 40 | +28 | 58 | 3.     |